# マエダモールド
株式会社マエダモールドは、愛知県常滑市に本拠を置く、石膏型・エピテーゼなどを製作する企業。常滑焼の生産技術である石膏型の製造技術を応用することで、高品質な人工乳房を低コストで生産する。2018年には、中小企業庁「はばたく中小企業・小規模事業者300社」に選出される。

## 概要
1954年、陶器などを量産するために使われる石膏型を専門的に作る会社として、日本六古窯のひとつ、常滑焼の産地・常滑市で創業。徐々に建材用のタイルや衛生陶器の型なども手掛けるようになり、工業セラミックスなどのセラミック製品用途の石膏型の製作を行うほか、欠損した文化財の修復にも携わる。高圧での鋳込時に型の隙間からの原料漏出防止技術として、石膏型の硬化時膨張を考慮した製作技術を持つほか、1/10以下のレベルでの後仕上げなども可能。特殊な素材で配管し、従来よりも通気性を向上させたエアー型などの特殊技術も持つ。1985年に法人化。大手企業との取引も増える。
2011年、人工ボディ事業部を設立。病気や怪我で体の一部を失った人のためのエピテーゼを製作する事業を開始。第1号は、乳がんのために乳房を失った女性のための人工乳房であった。曲面の多い常滑焼に用いる石膏型技術に、3Dスキャナーや工作機械などの先端技術を融合させることで、職人の手作業による伝統的な手法に、新たな加工方法を取り入れ、正確な形状の再現性と肌面の滑らかさを実現した人工乳房の開発に成功。さらに既製品化を図ることで、低廉なコストを実現。競合他社との差別化を図った。
3代目前田茂臣は、信州大学で学んだ機械工学の知識を活かし、工場に3Dスキャナーを導入したり、設計図もなかった工場に設計図を導入するなど、社内事業の効率化・高精度化を推進。

## ドキュメンタリー番組
マエダモールドのエピテーゼは名古屋テレビ放送でドキュメンタリーが制作され、番組は2019年のABU（アジア太平洋放送連合）賞審査員特別賞など数々の国際的な賞を受賞した。その後、番組に出演した森亜美が『Re:start 〜全身の60％に火傷を負った私〜』を出版。マエダモールドの前田一美との出会いから、火傷で耳が溶けてしまい、マスクが付けられないことの相談、3Dスキャンで型を取り、人工耳を作成し、マスクが装着できるようになるまでのこと、番組に出演したのは、火傷の恐ろしさを伝えたかったこと、身体の一部を失った時の選択肢としてエピテーゼがあるということ、病気やけがで苦しんでいる人たちに勇気と希望を与えたい思いがあったことなどを語っている。

## 沿革
- 1954年 - 前田耕三が前田製型所を創業し、常滑焼の石膏型作りを開始[6][19]。
- 1985年5月 - 前田秀宝が有限会社マエダモールドとして法人化する[6][20]。
- 2011年 - 前田一美が人工ボディー事業部を立ち上げる[13]。
- 2018年 - 中小企業庁「はばたく中小企業・小規模事業者300社」に選出[5]。
- 2023年 - 従来社内用として手がけてきた『樹脂製ケース型』を石膏型業界での幅広い普及のためにオープン化[21]。

## 事業内容

### 型製作

#### 石膏型の製作
- セラミック製品用途の石膏型の製作が中心。鋳込時の型の隙間からの石膏型の硬化時膨張を考慮した原料漏出防止技術を確立。1/10以下のレベルでの後仕上げなども可能とする。特殊な素材で配管し、従来よりも通気性を向上させたエアー型などの特殊技術も持つ。欠損した文化財の修復にも携わる[6][10][11]。製作したマスターモデルからのウレタンやシリコーン型で試作型や量産型の製作や、金型を起こすためのマスターモデルとして使用することも可能とする。その他、ケミカルウッド、POM、ABSなどのエンジニアリングプラスチックを3次元データにより高精度な切削加工を行うことで、正確さが要求される形状でも対応可能とする[22]。

### 人工ボディ製作（エピテーゼ）

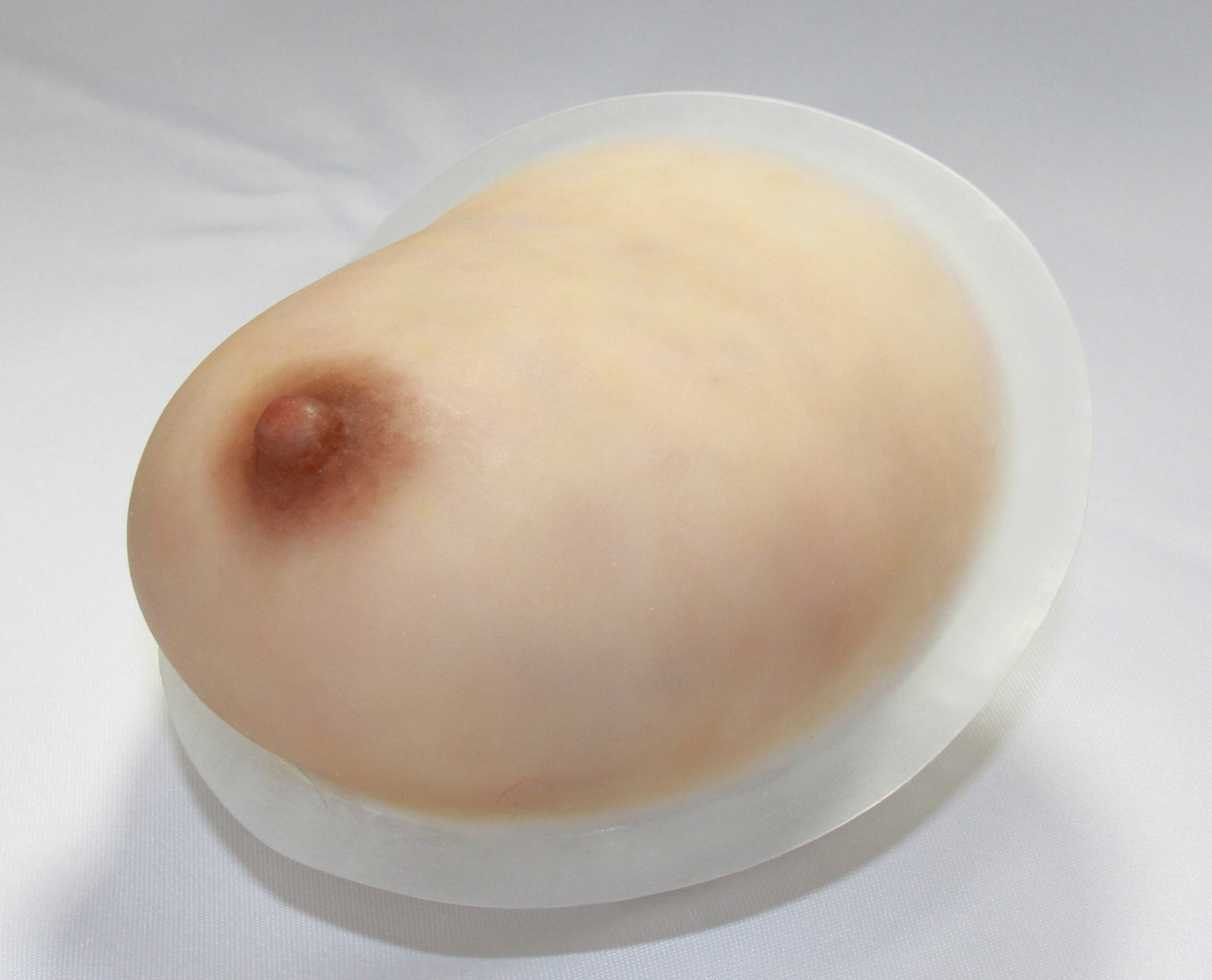
同社の人工乳房。3Dスキャナーに加え、常滑焼の職人技との融合で生まれた。

- 常滑焼の加工技術を応用し、柔らかさを再現した製品で、綿などをシリコンで包んだ2層構造になっており、専用接着剤の使用により、軽い運動や入浴も可能[14]。

### その他
- 石膏型の他、樹脂系、金属系の型。
- 非接触式の3Dスキャナーによる3D測定により、製品や型の形状を3次元の立体データの制作。
- 流動解析・粉体解析（CAE）。

以上
その他出典

## メディア出演

### テレビ
- 2011年5月27日『イッポウ』（CBCテレビ）
- 2013年7月24日『スーパーニュース』（東海テレビ）
- 2015年12月17日『あさイチ』（NHK）
- 2017年8月31日『ゆうがたサテライト』（テレビ愛知）
- 2017年10月27日『ほっとイブニング』（NHK）
- 2017年11月1日『乳がん患者に“笑顔”を 〜常滑市の人工乳房〜』
- 2017年11月2日『NHKニュースおはよう日本』（NHK）
- 2017年11月4日『日本のチカラ』（BS朝日）
- 2018年9月・10月『ひと もの こころ〜「型」で拓く未来〜』（テレビ朝日）
- 2019年3月『常滑エピテーゼ 〜カタチとこころ〜』
  - ※ABU（アジア太平洋放送連合）賞では『審査員特別賞』。「第25回PROGRESS賞」では『奨励賞』を受賞。
- 2022年5月6日『チャント!』（CBCテレビ）

出典

### 参考サイト
- 石神愛子の あい ことば（メ〜テレ アナウンサールーム） - ドキュメンタリー番組を制作した石神愛子によるブログ[25]
- ツギノジダイで2023年に読まれた記事に選定される「石膏型メーカーの人工乳房などの医療用具に脚光」[26]。

## 所属団体
常滑商工会議所

## 所在地
本社兼第二工房
愛知県常滑市字千代48-1
本工房（常滑サロン）
愛知県常滑市瀬木町3丁目60番地 
新橋オフィス
東京都港区新橋2丁目20-15 新橋駅前ビル4階フィルポート